# Algermissen
Algermissen est une commune appartenant à l'arrondissement de Hildesheim, dans l'état fédéré de Basse-Saxe dans le nord de l'Allemagne.
Sa densité est de 219 hab/km2.

## Personnalité liée à la commune
- Diane Kruger (née à Algermissen en 1976), actrice et mannequin germano-américaine.